# Portada/article gener 31

## Mamut
Els mamuts (Mammuthus, probablement 'excavador', de l'antic rus маммот) conformen un gènere de proboscidis primitius que es caracteritzaven pels seus llargs ullals corbats i, en les espècies septentrionals, per un espès pelatge. Aparegueren al Pliocè, fa uns 4,8 milions d'anys, a la zona d'Àfrica que actualment és el desert del Sàhara i s'estengueren a gran part d'Euràsia. Travessaren l'estret de Bering, colonitzant Nord-amèrica i arribant cap al sud fins l'actual zona de Mèxic. S'extingiren fa només 3.600 anys. Es discuteix quina fou la causa de l'extinció dels mamuts, tot i que el més probable és que desapareguessin a causa d'una combinació de diversos factors.